# Waalse Rode Lijst (dagvlinders)
De huidige Waalse Rode Lijst (dagvlinders) is gepubliceerd in 2008 en volgt eerdere lijsten op uit 1992, 2000 en 2005. Zij bevat van de uit Wallonië bekende dagvlinders hoe het met het voorkomen is gesteld. Bij het vaststellen van de bedreigingscategorieën zijn de criteria van de IUCN toegepast. Hieruit is de volgende indeling gekomen:
Niet bedreigd
- Argusvlinder (Lasiommata megera)
- Bont dikkopje (Carterocephalus palaemon)
- Bont zandoogje (Pararge aegeria)
- Boomblauwtje (Celastrina argiolus)
- Boswitje (Leptidea sinapis)
- Bruin blauwtje (Plebeius agestis)
- Bruin zandoogje (Maniola jurtina)
- Bruine vuurvlinder (Lycaena tityrus)
- Citroenvlinder (Gonepteryx rhamni)
- Dagpauwoog (Inachis io)
- Dambordje (Melanargia galathea)
- Geelsprietdikkopje (Thymelicus sylvestris)
- Gehakkelde aurelia (Polygonia c-album)
- Groot dikkopje (Ochlodes sylvanus)
- Groot geaderd witje (Aporia crataegi)
- Groot koolwitje (Pieris brassicae)
- Grote vos (Nymphalis polychloros)
- Grote vuurvlinder (Lycaena dispar)
- Grote weerschijnvlinder (Apatura iris)
- Hooibeestje (Coenonympha pamphilus)
- Icarusblauwtje (Polyommatus icarus)
- Iepenpage (Satyrium w-album)
- Kaasjeskruiddikkopje (Carcharodus alceae)
- Kalkgraslanddikkopje (Spialia sertorius)
- Keizersmantel (Argynnis paphia)
- Klein geaderd witje (Pieris napi)
- Klein koolwitje (Pieris rapae)
- Kleine ijsvogelvlinder (Limenitis camilla)
- Kleine parelmoervlinder (Issoria lathonia)
- Kleine vos (Aglais urticae)
- Kleine vuurvlinder (Lycaena phlaeas)
- Kleine weerschijnvlinder (Apatura ilia)
- Koevinkje (Aphantopus hyperantus)
- Koninginnenpage (Papilio machaon)
- Landkaartje (Araschnia levana)
- Oranje zandoogje (Pyronia tithonus)
- Oranjetipje (Anthocharis cardamines)
- Pruimenpage (Satyrium pruni)
- Purperstreepparelmoervlinder (Brenthis ino)
- Sleedoornpage (Thecla betulae)
- Veldparelmoervlinder (Melitaea cinxia)
- Woudparelmoervlinder (Melitaea diamina)

Gevoelig
- Bruin dikkopje (Erynnis tages)
- Dwergblauwtje (Cupido minimus)
- Eikenpage (Neozephyrus quercus)
- Groentje (Callophrys rubi)
- Klaverblauwtje (Polyommatus semiargus)
- Zilveren maan (Boloria selene)
- Zwartsprietdikkopje (Thymelicus lineolus)

Kwetsbaar
- Aardbeivlinder (Pyrgus malvae)
- Blauwe vuurvlinder (Lycaena helle)
- Bleek blauwtje (Polyommatus coridon)
- Bloemenblauwtje (Glaucopsyche alexis)
- Bosparelmoervlinder (Melitaea athalia)
- Bosrandparelmoervlinder (Argynnis adippe)
- Heideblauwtje (Plebeius argus)
- Koningspage (Iphiclides podalirius)
- Ringoogparelmoervlinder (Boloria eunomia)
- Rode vuurvlinder (Lycaena hippothoe)
- Rotsvlinder (Lasiommata maera)
- Sleutelbloemvlinder (Hamearis lucina)
- Tweekleurig hooibeestje (Coenonympha arcania)
- Veenbesparelmoervlinder (Boloria aquilonaris)
- Voorjaarserebia (Erebia medusa)
- Zilvervlek (Boloria euphrosyne)
- Zuidelijke luzernevlinder (Colias alfacariensis)

Bedreigd
- Dwergdikkopje (Thymelicus acteon)
- Grote parelmoervlinder (Argynnis aglaja)
- Paarse parelmoervlinder (Boloria dia)
- Rouwmantel (Nymphalis antiopa)

Kritiek
- Adonisblauwtje (Polyommatus bellargus)
- Boserebia (Erebia ligea)
- Bruine eikenpage (Satyrium ilicis)
- Grote ijsvogelvlinder (Limenitis populi)
- Heivlinder (Hipparchia semele)
- Kommavlinder (Hesperia comma)
- Moerasparelmoervlinder (Euphydryas aurinia)
- Morgenrood (Lycaena virgaureae)
- Steppeparelmoervlinder (Melitaea aurelia)
- Tijmblauwtje (Glaucopsyche arion)
- Veenhooibeestje (Coenonympha tullia)
- Voorjaarsspikkeldikkopje (Pyrgus serratulae)
- Zomererebia (Erebia aethiops)

Uitgestorven in Wallonië
- Berggentiaanblauwtje (Glaucopsyche rebeli)
- Boszandoog (Lopinga achine)
- Bretons spikkeldikkopje (Pyrgus armoricanus)
- Duinparelmoervlinder (Argynnis niobe)
- Esparcetteblauwtje (Polyommatus thersites)
- Heremiet (Chazara briseis)
- Klein tijmblauwtje (Pseudophilotes baton)
- Kleine sleedoornpage (Satyrium acaciae)
- Knoopkruidparelmoervlinder (Melitaea phoebe)
- Kroonkruidblauwtje (Plebeius argyrognomon)
- Roodbonte parelmoervlinder (Euphydryas maturna)
- Roodstreephooibeestje (Coenonympha glycerion)
- Staartblauwtje (Cupido argiades)
- Turkooisblauwtje (Polyommatus dorylas)
- Vals heideblauwtje (Plebeius idas)
- Veenluzernevlinder (Colias palaeno)
- Witgezoomd spikkeldikkopje (Pyrgus carthami)
- Zilverstreephooibeestje (Coenonympha hero)

Onvoldoende gekend
- Verborgen boswitje (Leptidea reali)
- Wegedoornpage (Satyrium spini)

Niet geëvalueerd
- Atalanta (Vanessa atalanta)
- Braamparelmoervlinder (Brenthis daphne)
- Distelvlinder (Vanessa cardui)
- Gele luzernevlinder (Colias hyale)
- Groot spikkeldikkopje (Pyrgus alveus)
- Grote boswachter (Hipparchia fagi)
- Oranje luzernevlinder (Colias crocea)
- Oranje steppevlinder (Arethusana arethusa)
- Resedawitje (Pontia daplidice)
- Tijgerblauwtje (Lampides boeticus)
- Tweekleurige parelmoervlinder (Melitaea didyma)
- Westelijk marmerwitje (Euchloe crameri)